# Chauvirey-le-Vieil
Chauvirey-le-Vieil là một xã thuộc tỉnh Haute-Saône trong vùng Bourgogne-Franche-Comté phía đông nước Pháp.